# Coprophanaeus jasius
Coprophanaeus jasius là một loài bọ cánh cứng trong họ Bọ hung (Scarabaeidae).